# Combahee
Combahee /značenje imena nepoznato,/ maleno, slabo poznato pleme iz grupe Cusabo Indijanaca, Porodica Muskhogean, nastanjeno u rano kolonijalno doba duž donjeg toka rijeke Combahee u okruzima Beaufort i Colleton, Južna Karolina. O njihovoj povijesti i kulturi ništa nije poznato.

## Vanjske poveznice
- South Carolina – Indians, Native Americans – Combahee